# Ariane Mézard

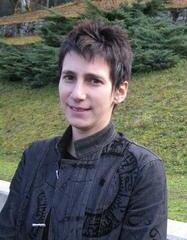
Ariane Mézard in Oberwolfach (2008)

Ariane Mézard (* vor 1975) ist eine französische Mathematikerin. Sie arbeitet auf dem Gebiet der Arithmetischen Geometrie und ist Professorin an der Sorbonne Université und der École normale supérieure (ENS) in Paris.

## Ausbildung
Ariane Mézard studierte von 1992 bis 1996 Mathematik an der École normale supérieure de Lyon. 1998 promovierte sie unter Roland Gillard an der Université Joseph-Fourier in Grenoble mit einer Arbeit zum Thema „Quelques problèmes de déformations en caractéristique mixte“. 2005 habilitierte sie sich an der Université Paris-Sud.

## Karriere
1999 bzw. 2000 arbeitete Ariane Mézard als Postdoc am Mathematical Sciences Research Institute (MSRI) und an der Universität Regensburg. Von 2000 bis 2006 war sie Assistenzprofessorin an der Universität Paris-Sud und von 2005 bis 2006 auch an der École normale supérieure.
Seit 2012 ist sie Professorin für Mathematik an der Universität Pierre und Marie Curie (Paris 6) bzw. seit der Fusion 2018 an der Sorbonne Université. Seit 2016 unterrichtet sie auch in Teilzeit wieder an der Pariser École normale supérieure.
2023 beriet sie die Regisseurin Anna Novion bei ihrem Film Die Gleichung ihres Lebens (Le théorême de Marguerite), in dem sich eine junge Mathematikerin mit der Goldbachsche Vermutung beschäftigt.

## Arbeiten
Ariane Mézard arbeitet auf den Gebieten der arithmetischen Geometrie und der Darstellungstheorie. Sie trägt zum Langlands-Programm in seiner Version {\displaystyle p}-adisch bei. Dieses Programm zielt darauf ab, eine Verbindung  zwischen mathematischen Objekten unterschiedlicher Natur zu konstruieren wie Galois'sche Darstellungen und Darstellungen von Matrizengruppen.
Die Breuil-Mézard-Vermutung von 2002, die sich mit 2-dimensionalen Darstellungen der absoluten Galoisgruppe von lokalen Körpern und deren Zusammenhang mit modularen Darstellungen beschäftigt, hat ein ganzes Feld von Forschungen eröffnet.

## Auszeichnungen
- 2010 bis 2015 Juniormitgliedschaft des Institut universitaire de France (IUF)[1][2]
- 2018 Fulbright-Zukunftspreis der Fulbright Association[1]
- 2023 bis 2028 Senior Fellowship des IUF[8]

## Veröffentlichungen (Auswahl)
- Christophe Breuil, Ariane Mézard: Multiplicités modulaires et représentations de {\displaystyle \mathrm {GL} _{2}(\mathbf {Z} _{p})} et de {\displaystyle \mathrm {GL} _{2}({\overline {\mathrm {\mathbf {Q} } _{p}}}/\mathrm {\mathbf {Q} } _{p})} en {\displaystyle \ell =p}. In: Duke Mathematical Journal. 115. Jahrgang, Nr. 2, 1. November 2002, ISSN 0012-7094, doi:10.1215/S0012-7094-02-11522-1 (französisch).